# 埃德娜·休斯
埃德娜·休斯（英語：Edna Hughes，1916年8月1日—1990年11月17日），英国女子游泳运动员。她曾代表英国参加1932年和1936年夏季奥林匹克运动会游泳比赛，其中1932年奥运会获得一枚铜牌。